# Kotisaari (ö i Norra Österbotten, Uleåborg)
Kotisaari är en ö i Finland. Den ligger i sjön Juopulinjärvi och i kommunen Uleåborg i den ekonomiska regionen  Uleåborgs ekonomiska region  och landskapet Norra Österbotten, i den centrala delen av landet, 500 km norr om huvudstaden Helsingfors. Öns area är 0,2 hektar och dess största längd är 80 meter i nord-sydlig riktning.